# Stig Claesson
Stig Claesson (Slas; 2. juni 1928, Stockholm, Sverige – 4. januar 2008) var en svensk forfatter, illustrator og kunstner. Stig Claesson studerede ved Kungliga Konsthögskolan 1947-1952. Han blev 79 år gammel.

## bibliografi
- Berättelse från Europa, 1956
- Från Nya världen, 1961
- Supportern, 1962
- Bönder, 1963
- Ugnstekt gädda, 1964
- Västgötalagret, 1965
- En Stockholmsbok, 1966
- Kiki, en liten man, 1966 (foto Yngve Baum)
- Dråp i hastigt mod, 1966
- Lage Lindell, 1966 (Bonniers små konstböcker)
- Flickor, 1967
- Döden heter Konrad, 1967
- I stället för telegram Finland 50 år, med Jens Hildén, 1967
- 21 berättelser, 1968
- Vem älskar Yngve Frej, 1968
- Nelly, 1969
- Den ensamme nobelpristagarens vardag, 1970
- Knut K. Selma Johansson med rätt att leva, 1970
- Sanningen och ingenting annat än, 1970
- Att resa sig upp och gå, 1971
- Samtal på ett fjärrtåg, 1972
- Min vän Charlie, 1973
- Yrkesmän emellan, 1974
- Brev till en hembygdsgård, 1974
- Stockholmsbilder, med ill. av Svenolov Ehrén, 1975
- På palmblad och rosor, 1975
- Bättre kan det inte sägas, 1976
- En vandring i solen, 1976
- Henrietta ska du också glömma, 1977 (filmatisert 1983)
- Ni har inget liv att försäkra, 1978
- Allt står i lågor, 1979
- Medan tidvattnet vänder, 1980
- Om vänskap funnes, 1981
- Sveaborg eller Rock happy, 1981
- Lika oskyldigt som meningslöst, 1982
- Sagor för barn och vuxna, 1982
- 10-årskalendern, 1982 (specialtryk)
- Utsikt från ett staffli, 1983
- I boulevardens skugga, 1983
- Dagarna före lunch, 1984
- De tio budorden, 1984
- Det bortglömda landskapet, 1985
- Blå måndag, 1985
- Lantlif i Budapest, 1986
- Kamrerns julafton, (Bonniers julebok) 1986
- På behörigt avstånd, (tegninger og collage), 1987
- Nya Stockholmsbilder, (ill. Svenolov Ehrén), 1987
- Skam den som fryser, 1987
- 21 sagor, 1988
- Kärlek rostar inte, 1988
- Landet som inte längre finns, 1989
- Iakttagen (målade porträtt), 1989
- Innan himlen klarnar, 1989
- Sommar-Stockholm, (tegninger) 1990
- En mörts drömmar, 1990
- Målade porträtt, 1991
- Yngve Frejs landskap, (pasteller) 1991
- Rosine, 1991
- Skånebilder, (pasteller) 1991
- Han och hon, (eventyr) 1992
- Blues för Mr Shelley, 1992
- Män i min ålder 1992
- Nästa man till rakning, 1993
- Nästa Katrineholm, 1993 (specialtryk)
- På landet, 1993
- Årstider och åsikter, 1993
- Vägen till brevlådan, 1993
- Nice Mat Sol, 1994, (med Nils Emil Ahlin)
- Till Europa 1994, (foto Leif Claesson)
- Den extra milen, 1994
- Eko av en vår, 1995
- Vandring med mig själv, 1996
- Blå stolar, 1996
- Man måste det man önskar, 1997
- Vad man ser och hedrar, 1998
- Varsel om kommande tilldragelse, 1999
- Svart asfalt grönt gräs, 2000
- Det lyckliga Europa, 2001
- Efter oss syndafloden, 2002
- Följ Alltid Cecilias Exempel, 2003
- Sov du så diskar jag, 2004
- Liv och kärlek, 2005
- Sekonderna lämnar ringen, 2005
- God natt fröken Ann, 2006

Claesson skrev også "Harry H – Fallet Mary", en filmberetning på TV i regi av Jan Halldoff. Den blev vist på svensk TV 2 i 1978.

## Priser og udmærkelser
- Svenska Dagbladets litteraturpris 1968
- De Nios stora pris 1970
- Æresdoktorat i filosofi ved Uppsala universitet 1974
- Litteraturfrämjandets stora romanpris 1976
- PiratenPriset 1992
- Stiftelsen Selma Lagerlöfs litteraturpris 1994
- Kellgrenpriset 1996